# フランク・マクグリン・シニア
フランク・マクグリン・シニア（英語: Frank McGlynn Sr., 1866年10月26日 - 1951年5月18日）は、アメリカ合衆国の俳優。舞台劇や映画に出演し、エイブラハム・リンカーン役として成功を収めた。

## 経歴
1866年、サンフランシスコにて生を受ける。彼はフランクとメアリーのマクグリン夫妻がもうけた最初の子供で、兄弟としては妹2人、弟1人がいた。国勢調査記録によると、1869年に生まれた末の弟ジョージは1870年から1880年の間に死去している。父はニューヨーク出身のアイルランド移民二世で、大工を経て不動産業者として働いていた。母メアリーはカリフォルニア・ゴールドラッシュ頃に渡米したオーストラリア出身のアイルランド移民二世だった。
元々、マクグリンは法律家を志していた。カリフォルニア大学ヘイスティング法学部にて法学位を得た後、1894年から弁護士会（Bar）に名を連ねることとなった。しかし、それにもかかわらず1896年にはカジノ劇場にて喜劇『The Gold Bug』（脚本：グレン・マクドナウ、音楽：ヴィクター・ハーバート）への出演を果たしている。

## 俳優として

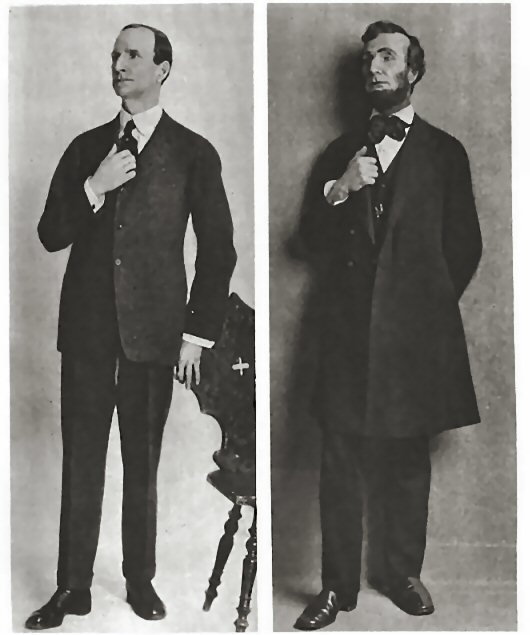
ジョン・ドリンクウォーターの舞台劇に出演する際、リンカーンに扮したマクグリン（1920年頃）

1896年末、マクグリンは舞台劇『Under the Red Robe』の路上公演を観劇した。この劇はスタンリー・J・ウェイマンの同名小説を原作としてエドワード・エヴェレット・ローズが脚本を担当したものだった。その後の20年間、マクグリンはストック・カンパニー（Stock company, 劇場住込み俳優）の1人として舞台劇や初期の無声映画に脇役として出演を続けた。
彼が大ブレイクを果たすのは1919年のことである。当時53歳、身長6フィート4インチだったマクグリンが、ジョン・ドリンクウォーターの舞台劇『Abraham Lincoln』で主演に抜擢されたことがきっかけだった。『Abraham Lincoln』はコート・シアターで193回も上演され、路上公演も含めると2年間以上にわたり公演されていた。1924年にはリー・ド・フォレストとJ・サール・ドーリーが手がけた2リールの短編映画『Abraham Lincoln』に出演した。この映画はドリンクウォーターの舞台劇を原作としており、フォノフィルム方式で撮影されていた。ブロードウェイでは7つの舞台劇に出演した。最後に演じたのは1930年にシアター・リパブリックで上演された舞台劇『Frankie and Johnnie』のジョニー役だった。その後、リンカーン役を中心に1940年代後半まで映画出演を続けた。彼は10本の映画でリンカーンを演じ、1本の映画でリンカーンを演じる俳優を演じた。

## 死去
1951年5月18日、ニューバーグにあった娘の家で死去した。死去の時点で家族として3人の娘、すなわちヘレン（Helen）、バージニア・ローズ（Virginia Rose）、マリー・ローズ（Mary Rose）と、息子トーマス（Thomas）があった。妻のローズ（Rose）ともう1人の息子で俳優のフランク・ジュニア（Frank Jr.）は、マクグリンよりも先に死去している。遺体はForest Lawn Memorial-Parks & Mortuariesに埋葬された。

## 主な出演作（映画）
- Who Will Marry Mary?（1913年）
- The Girl of the Gypsy Camp（1915年）
- The Argyle Case（1917年）
- The Poor Little Rich Girl（1917年）
- Rough and Ready（1918年）
- アメリカ（英語版）
- Abraham Lincoln（1924年） - リンカーン役
- 歓呼の涯（英語版）（1932年）
- テムプルの愛国者（1935年）- リンカーン役
- 虎鮫島脱獄（英語版）（1936年） - リンカーン役
- Hearts in Bondage（1936年） - リンカーン役
- 新天地（英語版）（1937年） - リンカーン役
- The Great Barrier（1937年）
- The Lone Ranger（1938年） - リンカーン役
- ブーム・タウン（1940年）